# Sigmund Theodor Stein
Sigmund Theodor Stein (* 2. April 1840 in Burgkunstadt; † 27. September 1891 in Frankfurt am Main) war ein deutscher Naturwissenschaftler und Mediziner.

## Leben

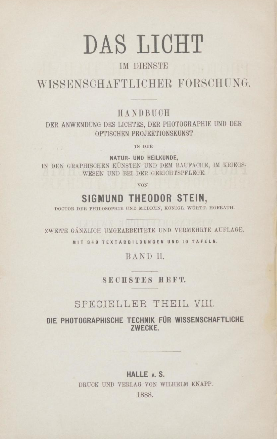
Das Licht (1908)

Sigmund Theodor Stein wurde als ältester Sohn des Rabbiners und Schriftstellers Leopold Stein geboren. In Frankfurt am Main seit seinem zweiten Lebensjahr aufgewachsen, studierte er an der Ruprecht-Karls-Universität Heidelberg und der Ludwig-Maximilians-Universität München Chemie und Physik. 1861 wurde er Mitglied des Corps Bavaria München. Anschließend studierte er Medizin an der Friedrich-Alexander-Universität Erlangen, der Julius-Maximilians-Universität Würzburg, der Karls-Universität und der Friedrich-Wilhelms-Universität zu Berlin. Nach seinen Promotionen zum Dr. phil. (1862) und zum Dr. med. (1864) ließ er sich 1864 als praktischer Arzt in Frankfurt am Main nieder. Am Deutschen Krieg nahm er als königlicher württembergischer Feldspitaloberarzt und am Deutsch-Französischen Krieg als königlicher württembergischer Regimentsoberarzt teil. Als erster Jude wurde er 1867 wie auch sein Vater in die Freimaurerloge "Zur Einigkeit" der Großen Mutterloge des Eklektischen Freimaurerbundes aufgenommen.
1880 gab er seine Tätigkeit als praktischer Arzt auf, um ausschließlich wissenschaftlich und in neurologischer und elektrotherapeutischer Konsultativpraxis zu arbeiten. 1881 gründete er die Elektrotechnische Gesellschaft in Frankfurt am Main. Er war Herausgeber der Elektrotechnischen Rundschau.
Stein gilt als einer der Pioniere der Anwendung der Fotografie in der Wissenschaft. Er entwickelte einen automatischen Apparat zur Darstellung von Fotografien ohne Dunkelkammer, den Heliopiktor, einen Vorläufer der Polaroidkamera, den er 1873 als Delegierter Deutschlands auf der Weltausstellung 1873 in Wien präsentierte. Seine technischen Entwicklungen umfassten Apparate zur Fotografie des Pulses und von Tönen sowie Fotoendoskope zur Betrachtung von Auge, Ohr, Kehlkopf und Harnröhre. 1878 stellte er ein Sphygmophon, einen Vorläufer des EKG vor. Die auf sein Betreiben in Frankfurt veranstaltete Internationale Elektrotechnische Ausstellung 1891 erlebte er nicht mehr.

## Ehrungen
- 1867, Württembergische Kriegsdenkmünze
- 1877, Württembergischer Friedrichs-Orden, Ritterkreuz I. Klasse
- 1877, Verdienstmedaille für Kunst und Wissenschaft des Herzogtums Sachsen–Coburg und Gotha
- 1877, Leopoldsorden (Belgien), Ritterkreuz
- 1878, Ernennung zum Hofrat anlässlich der 400-Jahr-Feier der Universität Tübingen
- 1878, Orden de Isabel la Católica, Kommandeurkreuz
- 1885, Wahl in die Deutsche Akademie der Naturforscher Leopoldina[3]

## Schriften
- Die Harn- und Blutwege der Säugethierniere, 1865
- Die Trichinenkrankheit, 1873
- Der Heliopiktor, automatischer Apparat zur Darstellung astronomischer Photographien im freien Lichte ohne Dunkelheit, 1874
- Die Photographie des Blutes im Dienste der Criminaljustiz, 1877
- Die Lichtbildkunst im Dienste der Naturwissenschaften, 1877
- Das Licht im Dienste wissenschaftlicher Forschung, Handbuch der Anwendung des Lichtes und der Photographie in der Natur- und Heilkunde, 1877
- Die parasitären Krankheiten des Menschen, 1. Band Entwicklungsgeschichte und Parasitismus der menschlichen Cestoden, 1882
- Sonnenlicht und kunstliche Lichtquellen für wissenschaftliche Untersuchungen zum Zwecke photographischer Darstellung, 1884
- Das Licht im Dienste wissenschaftlicher Forschung, Handbuch der Anwendung des Lichtes, der Photographie und der optischen Projektionskunst in der Natur- und Heilkunde, 1884
- Das Mikroskop und die mikrographische Technik zum Zwecke photographischer Darstellung, 2. Auflage 1884
- Das Licht im Dienste wissenschaftlicher Forschung, 2. Auflage, 2 Bände, 1884 und 1886
- Das Licht und Lichtbildkunst in ihrer Anwendung auf anatomische, physiologische, anthropologische und ärztliche Untersuchungen, Band 1 1885
- Lehrbuch der allgemeinen Elektrisation des menschlichen Körpers, 3. Auflage 1886
- Die Photographie im Dienste der Astronomie, Meteorologie und Physik, 1886
- Die optische Projectionskunst als Stütze naturwissenschaftlichen Unterrichts, 1887
- Die Photogrammetrie, Militärphotographie und optische Projektionskunst, 1887
- Die photographische Technik für wissenschaftliche Zwecke, 2. Auflage 1888